# Jacques Hébertot
Pour les articles homonymes, voir Daviel.
André Daviel, dit Jacques Hébertot, est un directeur de théâtre français, également poète, journaliste et éditeur, né le 28 janvier 1886 à Rouen et mort le 19 juin 1970 à Paris 14e. Le théâtre Hébertot, à Paris, a reçu son nom en 1940.  

## Biographie

### 1886-1903: Une jeunesse normande
La famille d'André Daviel compte parmi ses ancêtres le médecin Jacques Daviel, connu pour avoir été l'ami de Denis Diderot, le chirurgien de Louis XV et pour avoir pratiqué l'opération de la cataracte, ainsi qu'Alfred Daviel, avocat et magistrat, ministre de la Justice en 1851, puis sénateur de l'Empire et premier président honoraire de la Cour d'appel de Rouen, spécialiste du droit coutumier normand. Le jeune André Daviel voit le jour rue Socrate à Rouen, où il est scolarisé au collège catholique Join-Lambert, puis dans divers collèges parisiens.

### 1903-1914: Poète, écrivain, journaliste
Résolument anticonformiste, il court, dès qu'il le peut les théâtres de Paris et ne tarde pas à se mêler aux jeunes des milieux artistiques et aux poètes de l'époque. Ses ambitions artistiques et littéraires inquiètent son père qui craint pour le renom de sa famille. C'est pourquoi, en 1903, André Daviel devient, à 17 ans, Jacques Hébertot : Jacques, en référence au prénom de son ancêtre médecin, Hébertot parce qu'il apprécie le nom de ce petit village du pays d'Auge, proche de la propriété familiale sise au hameau de Beaumoucel à quelques distance de Beuzeville. Il recueille ses premiers succès avec une Ballade pour le rachat de la maison de Pierre Corneille qui est primée par la Revue Picarde et Normande. Durant cette période, il écrit plusieurs pièces de théâtre, est le rédacteur en chef de La Revue Mauve, fonde la revue l'Âme Normande, publie le recueil de poèmes Poèmes de mon pays, fonde encore le Théâtre d'art régional normand. Dès 1909, à 19 ans, il est membre de la « Société des auteurs ». Après son service militaire, en 1911, il est engagé comme critique dramatique de la Revue Gil Blas. En 1912, il donne des conférences en Scandinavie dans le cadre de l'Alliance française. Dès cette époque on le voit lié à la mouvance artistique d'avant-garde, et il fréquente les « dîners de Passy » où il retrouve son ami de jeunesse, Apollinaire, ainsi que Max Jacob, Milosz, Satie, Stravinsky, Fernand Léger...

### 1914-1918: La grande guerre
Alors qu'il est journaliste à Gil Blas, il est mobilisé en août 1914. Affecté au 81e régiment d'artillerie lourde - 5e groupe, il est maréchal des logis. Chargé de commander les convois de munitions sur des routes bombardées et mitraillées par les avions ennemis, jusqu'aux batteries de son groupe. Il se manifeste sur la Somme, en Champagne et à Verdun. Son courage au feu lui vaut d'être cité à l'ordre du régiment le 15 septembre 1917. Immatriculé sous le numéro 012195, il est décoré de la Croix de Guerre. Durant toute sa période sur le front, il écrit ses carnets de guerre, notes diverses, articles pour le journal Le Matin, réflexions politiques, description des horreurs de la guerre et des poèmes...

### 1919-1925: Les Théâtres des Champs-Élysées
En 1919, il est responsable d'une tournée littéraire et théâtrale organisée en Scandinavie, pour le compte du Ministère des Affaires étrangères. Grâce à Nils de Dardel qu'il connaît depuis plusieurs années déjà, il rencontre le mécène Rolf de Maré et son compagnon, le danseur Jean Börlin. Cette rencontre est l'occasion de la naissance de l'idée de Ballets scandinaves, qui deviendront les Ballets suédois. Rolf de Maré, très admiratif des Ballets russes et désireux de lancer une nouvelle troupe, pressent que Jacques Hébertot est l'homme de la situation. Il lui propose de faire l'essai d'une présentation en solo de Jean Börlin à Paris. Jacques Hébertot loue la Comédie des Champs-Élysées pour trois soirs, 25-27 mars 1920, engage un orchestre de 45 musiciens sous la direction de Désiré-Émile Inghelbrecht. Sans aucun décor, Jean Börlin danse plusieurs compositions, notamment Danse céleste inspirée du Siam et  Sculpture nègre d'inspiration cubiste où il se transforme en statue africaine. C'est un grand succès pour Börlin qui est unanimement salué. Rolf de Maré, convaincu, décide de  charger Jacques Hébertot de trouver à Paris une vaste salle pour y présenter les Ballets suédois. 
Après avoir tenté de signer avec l'Opéra de Paris et le Théâtre Sarah Bernhardt, le 1er août 1920, Jacques Hébertot signe en son nom le contrat de bail pour la location de l'ensemble des Théâtres des Champs-Élysées (Grand théâtre et Comédie). Le grand Théâtre sera désormais la base parisienne des Ballets suédois, Rolf de Maré se consacrant à leurs tournées mondiales, tandis que Jacques Hébertot continue d'animer les deux salles parisiennes, désormais sous sa responsabilité. L'ensemble des Théâtres des Champs-Élysées va devenir un foyer artistique important, en particulier dans les domaines théâtral et musical, réunissant en quatre ans des personnalités de grande qualité : metteurs en scène (Georges et Ludmilla Pitoëff, Jouvet, Gaston Baty), auteurs (Jean Cocteau, Paul Claudel, Blaise Cendrars, Francis Picabia, Anton Tchekhov, Jules Romains, Pirandello), compositeurs (Francis Poulenc, Darius Milhaud, Georges Auric, Germaine Tailleferre, Erik Satie). Dans le domaine de la peinture, la galerie Montaigne accueille la première exposition de Modigliani et les premières manifestations Dada.

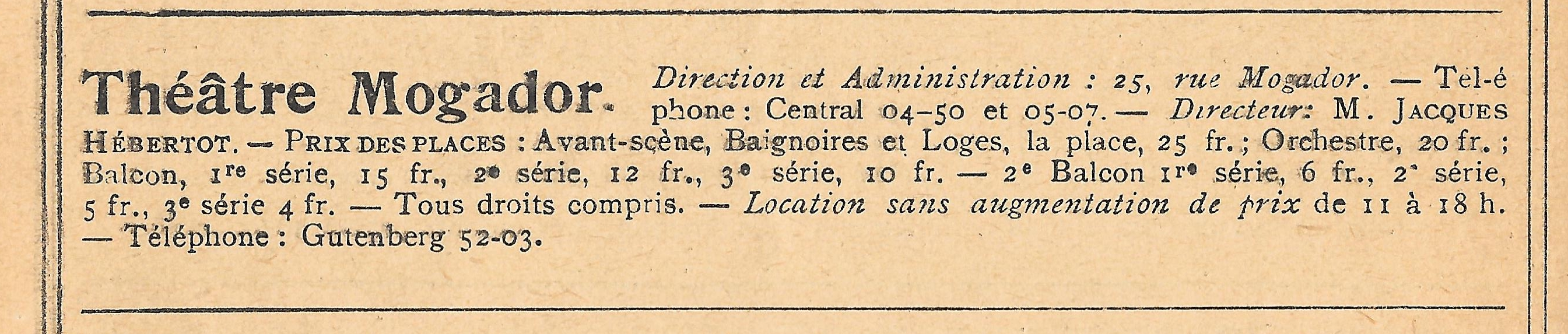
Prix des places et administration du théâtre Mogador en 1925. Directeur : M. Jacques Hébertot.

Parallèlement, il crée les revues Théâtre et Comœdia illustré, Paris-Journal, La Danse, Monsieur, avec la collaboration de Louis Aragon, Georges Charensol ou René Clair. Il installe l'impression de ces revues à l'intérieur même du théâtre.

### 1925-1938: La traversée du désert
À la suite de problèmes financiers Jacques Hébertot quitte le Théâtre des Champs-Élysées en 1925, abandonne la direction de la Comédie à Louis Jouvet, celle du Studio à Gaston Baty et se brouille avec Rolf de Maré. Il crée bientôt une affaire de disques et enregistre entre autres les premiers disques des Petits Chanteurs à la croix de bois. Il rejoint en 1938 ses amis Georges et Ludmilla Pitoëff au Théâtre des Mathurins avec notamment la reprise de Six personnages en quête d'auteur et la création d’Un ennemi du peuple d'Henrik Ibsen.

### 1938-1944: Le Théâtre de l'Œuvre
Son amie Paulette Pax, souffrante, lui propose, dès 1938, de venir la soutenir à la direction du théâtre de l'Œuvre. Il reprend le bail du théâtre en 1942, après avoir déclaré : « Je reprendrai la suite des efforts de mes prédécesseurs. Je donne l'assurance que l'Œuvre restera une scène d'exception. Je précise que l'Œuvre sera un théâtre de recherche et d'expériences, en quelque sorte, le théâtre de demain »
- 1942 La Valse de Faust d'André de Dognon, mise en scène de Douking (15 septembre 1942 au 22 novembre 1942)
- 1942 La 25e heure de Simone May (2 décembre 1942 au 24 janvier 1943)
- 1943 La Folle d'amour de Jacques Seguin, mise en scène de Vanderic avec Hélène Vercors, Hélène Sauvaneix, Alice Reichen, Aline Bertrand.(2 février au 28 mars 1943)
- 1943  Les Revenants d'Henrik Ibsen, mise en scène de Julien Bertheau, décor de Roger Dornès avec Michel Vitold (8 avril au 23 mai 1943)
- 1943 Le Pain de notre vie de Jacques Zanuso (1er juin au 11 juillet 1943)
- 1943 L'Acheteuse de Steve Passeur, mise en scène de Jean Denynx avec France Ellys, Jean Servais, Jean Gosselin (28 juillet au 7 novembre 1943)[5]
- 1943 Le Théâtre de Monsieur Séraphin, tragi-comédie de Jean Laspeyres, mise en scène et décors de Douking avec Olivier Hussenot, Hélène Vercors, Jean Martin, Denise Benoît. (7 décembre 1943 au 3 janvier 1944)
- 1944 Évangéline perdue de Maurice Cimber, mise en scène de Vandéric, avec Hélène Vercors, José Quaglio. (12 janvier au 15 février 1944)
- 1944 Sainte Cécile de Pierre Brasseur, mise en scène de Vanderic avec Pierre Brasseur, Yves Deniaud, Albert Rémy, Michèle Lahaye, Hélène Vercors, Annette Poivre. (13 mars au 7 avril 1944)
- 1944  La Brebis égarée de Francis Jammes (2 juin au 18 juillet 1944)
- 1944  La Danse de mort d'August Strindberg, mise en scène d'Henri Rollan avec Henri Rollan (24 juillet au 28 août 1944)
- 1944 L'Acheteuse de Steve Passeur avec Jean Servais reprise du 28 juillet au 7 novembre 1944)[6]

Après avoir produit de nombreux spectacles dont on retient pour l'essentiel, la création d'une pièce de Pierre Brasseur, et désireux de se consacrer au théâtre qui porte son nom, il cède le bail du théâtre de l'Œuvre en 1944 à Raymond Rouleau.

### 1940-1970: Direction du Théâtre Hébertot
En 1940, Hébertot reprend la direction du théâtre des Arts, ancien théâtre des Batignolles, construit en 1838, 78 bis boulevard des Batignolles dans le XVIIe arrondissement de Paris, qu'il rebaptise théâtre Hébertot.
Il y enchaîne les créations, attirant les plus grands auteurs et les plus grands comédiens. Parmi celles-ci :
- 1941 La Machine à écrire de Jean Cocteau, mise en scène par Raymond Rouleau avec Jean Marais
- 1943 Sodome et Gomorrhe de Jean Giraudoux, premier grand rôle de Gérard Philipe avec  Edwige Feuillère
- 1945 Caligula, première pièce d'Albert Camus, avec Gérard Philipe, Michel Bouquet et Georges Vitaly
- 1946 Des souris et des hommes  d'après John Steinbeck
- 1946 L’Aigle à deux têtes de Jean Cocteau avec Edwige Feuillère et Jean Marais
- 1948 L'Annonce faite à Marie, adaptée pour le théâtre par Paul Claudel, version dédiée à Jacques Hébertot, avec Hélène Sauvaneix
- 1948 Le Maître de Santiago d’Henry de Montherlant avec Henri Rollan et Hélène Vercors
- 1948 Demain il fera jour précédé de Fils de Personne d'Henry de Montherlant, mise en scène de Paul Œttly avec Suzanne Dantès, Allain-Dhurtal
- 1949 Les Justes d’Albert Camus, avec Serge Reggiani, Maria Casarès  et Michel Bouquet
- 1950 Le Feu sur la terre de François Mauriac avec Jany Holt (1950)
- 1951 Rome n'est plus dans Rome de Gabriel Marcel, mise en scène de Jean Vernier avec Moncorbier et Jean Deschamps
- 1952 Dialogues des carmélites de Georges Bernanos avec Tania Balachova et Hélène Vercors, mise en scène de Marcelle Tassencourt
- 1953 La Maison de la nuit de Thierry Maulnier, mise en scène de Michel Vitold et Marcelle Tassencourt avec Michel Vitold, Pierre Vaneck, Roger Hanin
- 1954 La Condition humaine d'après André Malraux adaptation de Thierry Maulnier avec Roger Hanin, Lucien Nat, Jean Parédès, Jacques Dufilho
- 1958 Procès à Jésus de Diego Fabbri, mise en scène de Marcelle Tassencourt avec Françoise Spira, Pierre Tabard
- 1959 Long voyage vers la nuit d'Eugène O'Neill avec Gaby Morlay, Pierre Vaneck et Jean Davy
- 1961 Miracle en Alabama de William Gibson adaptation de Marguerite Duras et Gérard Jarlot, mise en scène de François Maistre avec Françoise Spira
- 1963 La Reine verte de Maurice Béjart, musique de Pierre Henri avec Maria Casarès et Jean Babilée
- 1964  Cet Animal Étrange  de Gabriel Arout d'après des nouvelles d'Anton Tchekhov, mise en scène de Claude Régy avec Jean Rochefort, Delphine Seyrig
- 1965  La Collection et L'amant d'Harold Pinter mise en scène de Claude Régy avec Jean Rochefort, Delphine Seyrig, Michel Bouquet, Bernard Fresson
- 1968  Notre Petite Ville  de Thornton Wilder, mise en scène de Raymond Rouleau
- 1969  Bienheureux les Violents  de Diego Fabbri, mise en scène de Raymond Gérôme (1969)

#### Le Casino de Forges les Eaux (1952-1959)
En juillet 1952, parallèlement à son activité théâtrale, dans sa Normandie natale, il devient propriétaire de la station thermale de Forges-les-Eaux, bien malmenée par les quatre années d'occupation. Il entend créer un centre artistique régional et y fonder une sorte d'académie internationale : « On ira de l'Opéra au drame mystique. On jouera aussi bien du Claudel que du Meyerbeer, du Beethoven que du Strauss. Du classique et du moderne... » . Les activités vont ainsi se multiplier et Jacques Hébertot pourra aboutir un projet qui lui tient à cœur en sa qualité de parent de la neuvième des carmélites de Compiègne guillotinées, à la Révolution : il rachète la façade abandonnée du couvent des Carmélites de Gisors, la fait démonter pierre à pierre puis remonter non loin du casino, en bordure de la route qui conduit à Dieppe. Elle y est toujours. Il devra en 1959, faute de moyens, renoncer à cette coûteuse et ambitieuse entreprise .

#### Le journalArtaban
À sa boulimie d'activité va s'ajouter dès le printemps 1957 l'idée d'un hebdomadaire national : Artaban (« Parce que nous sommes fiers ! ») consacré aux arts en général. En dépit des inquiétudes de ses amis Albert Camus et Maurice Clavel, il se lance dans une aventure dispendieuse qui ne dépassera pas l'automne 1958 mais laissera des archives intéressantes.
Peu avant sa mort, il disait à Diego Fabbri, dans une interview éditée dans le programme du spectacle Bienheureux les violents, « qu'avec le théâtre, c'était la poésie qui avait été pour lui essentielle à sa vie ». L'un de ses plus vieux amis poètes ne lui avait-il pas écrit jadis : « A mon vieux Jacques, de haute taille, son ami Guillaume Apollinaire ». 

Il meurt le 19 juin 1970. 

« La mort du « maître » fait l'effet d'un très vieil arbre qui s'abat au fond d'un parc de famille. Cette fois, ça y est, le théâtre de l'élite n'existe plus »

— Bertrand Poirot-Delpech, Le Monde, 21 juin 1970
.
Il repose au cimetière monumental de Rouen dans le caveau de la famille Pinel (qui était celle de sa mère).

## Postérité
- Le terre-plein central du boulevard des Batignolles (8e et 17e arrondissements), face au théâtre Hébertot, s'appelle depuis le 16 janvier 2014 « promenade Jacques-Hébertot»[10].
- * La Bibliothèque historique de la ville de Paris conserve un fonds « Jacques Hébertot » qui comprend notamment des programmes, des affiches, ses carnets de guerre, des éléments de sa bibliothèque personnelle, des objets et une partie des livres de bord du théâtre Hébertot. Cette collection est entrée grâce à l'Association de la Régie Théâtrale, à la suite d'un don de Serge Bouillon, gérant de la Société Immobilière Batignolles-Monceau (propriétaire des murs du Théâtre) ayant droit de Jacques Hébertot. Depuis le décès de Serge Bouillon, le 31 juillet 2014, c'est son épouse, Danielle Mathieu-Bouillon, Présidente de l'Association de la Régie Théâtrale, qui est devenue ayant droit de Jacques Hébertot.

## Auteur
- Poèmes de mon Pays  recueil poétique, Éditions Falguière, 1910
- Entre deux tours de valse, marivaudage en un acte, créé à Rouen au Théâtre Français, 1904
- Polyphème le victorieux, tragédie créée aux Arènes de Nîmes, 1912
- Jedermann adaptation  d'après Hugo von Hofmannsthal, Festival sacré d'Annecy, mise en scène de Henri Doublier, 1962

## Metteur en scène
- 1921 : Pelléas et Mélisande de Maurice Maeterlinck[11] avec Pierre Blanchar et Renée Dahon au Théâtre des Champs-Élysées
- 1946 : L'Aigle à deux têtes de Jean Cocteau, Théâtre Hébertot